# 기니의 정치
기니의 정치는 대통령 공화국 체제로 대통령과 주요 관료, 공무원이 나라를 이끌어간다. 또한 행정부, 입법부, 사법부가 서로 분리되어 견제하는 삼권 분립 체제이기도 하다.

## 역사
1958년 10월 2일 기니의 독립으로 독립운동을 주도했던 기니민주당(PDG)의 아메드 세쿠 투레가 대통령이 되었고, 아메드 세쿠 투레는 국민 투표를 실시해 공화국을 선포했다. 그러나1968년 1월, 아메드 세쿠 투레의 재선으로 독재가 계속되었고, 그 이후 아메드 세쿠 투레는 1974년과 1982년의 총선거에서 승리했다. 그리고 정권 유지를 위해서 말린케족 중심의 코드 인사를 임명했다. 그러나 아메드 세쿠 투레는 1984년 3월 26일 미국에서 심장 수술 도중 사망했고, Diarra Traoré 국무총리가 권한 대행을 했다. 기니가 혼란에 빠진 가운데 1984년 4월 3일, 군 출신의 란사나 콩테가 쿠데타를 일으켜 정권을 잡았다. 그는 기니민주당과 의회를 해산시키고, 25명으로 구성된 국가재건군사위원회(CMRN)를 구성하고 대통령에 올랐다.
란사나 콩테은 아메드 세쿠 투레의 정권을 비난하고, 250명의 정치범을 석방시키고 사회주의 체제에서 벗어나려는 움직임을 보였다. 이런 조치는 민심을 얻기 위한 것이었다. 그래서 기니는 민주주의로의 변화가 없었다.
란사나 콩테는 1990년 12월 23일 신헌법을 국민 투표로 통과시키고, 1992년에는 복수정당제를 도입, 1993년 12월에는 대통령 선거, 1995년 6월 총선을 실시, 정권을 민정에 반환했다. 그러던 중 1996년, 쿠데타로 대통령궁이 폭격되었고, 란사나 콩데는 다시 정권을 잡아 1998년 12월, 대통령에 재선을 했다. 2003년 12월, 그는 약 96%의 지지율로 3선에 성공했다.

## 정부의 구성

### 행정부
행정부의 대표는 대통령으로써 기니의 대통령은 직선제에 의거해 국민이 다수로 뽑은 후보가 7년 동안 나라를 다스린다. 그리고 정부의 주요 각료 및 장관들은 대통령의 업무를 돕는 역할을 한다. 대통령이 다스리는 곳은 기니 전체이며, 세분화해서 8개의 Region, 33개의 Frecfecture, 100개의 Subfrecture, 그 이외 많은 지역을 다스린다. 또한 이런 행정 구역의 지도자 모두 대통령이 공식적으로 임명한다.

## 정당
기니의 정당은 현재 다음과 같다.
- 통일진보당 (Parti de l'Unité et du Progrès, PUP)
- 진보혁신연합 (Union pour le Progrès et le Renouveau, UPR)
- 기니진보당 (Union pour le Progrès de la Guinée, UPG)
- 아프리카인의 민주연대를 위한 기니 민주당(Parti Démocratique de Guinée-Rassemblement Démocratique Africain, PDG-RDA)
- 진보국민동맹 (Alliance Nationale pour le Progrès, ANP)
- 발전을 위한 연합당 (Parti de l’Union pour le Développement, PUD)
- 기니민중연대 (Rassemblement du Peuple Guinéen, RPG)

## 같이 보기
- 무사 다디스 카마라